# Gatorade
Gatorade es una bebida isotónica  usada para rehidratar y recuperar carbohidratos (bajo la forma de azúcares sacarosa y glucosa) y electrolitos (sales del sodio y potasio) agotados durante el ejercicio. Es comercializada por Quaker Oats Company, una división de PepsiCo.
Fue elaborada originalmente solo para atletas. Sin embargo, debido al mal sabor que tenía y a otros problemas con algunos ingredientes, la bebida fue reformulada. La nueva fórmula proporcionaba mejores valores nutricionales. Más tarde, lanzó al mercado diferentes productos para atletas, que buscan tener la misma función original, rehidratar al atleta. Aunque Gatorade es la bebida más conocida a nivel mundial, tiene muchos competidores, como Powerade, All Sport, Sporade, XSport, Pocari Sweat, entre otras bebidas deportivas o isotónicas.
La marca hoy tiene institutos de ciencias, donde se realizan pruebas que permiten comprobar el desempeño de Gatorade en los atletas y permitir el desarrollo de nuevos productos para la hidratación del atleta.

## Historia
Gatorade fue creado por Robert Cade, Dana Shires, H. James Free y Alejandro de Quesada inicialmente para el equipo del fútbol americano de la Universidad de Florida en 1965. El nombre del equipo era Florida Gators (Aligátores de Florida), por lo que después adoptó el apodo atlético de la universidad, "the Gators".

### Inicios
La historia cuenta que el entrenador del equipo de fútbol Florida Gators, le hizo una pregunta a Robert Cade: «Doctor, ¿por qué mis jugadores no pueden orinar después de cada juego?». Debido a ello, Cade empezó a realizar estudios. Durante esos exámenes, determinó que en un juego de 3 horas, cada jugador perdía hasta cerca de 8 kg. Es decir, que entre el 90 y 95 % de ese peso, se encontraba el agua del cuerpo que se perdía. Los jugadores al sudar, perdían los electrolitos sodio, cloruro y potasio, que no eran reemplazados, causando trastornos en el equilibrio químico en su cuerpo. Sin embargo, la primera bebida de Gatorade sabía a esos químicos que se usan para limpiar sanitarios. Los jugadores lo vomitaban. La esposa de Cade sugirió que le añadieran jugo de limón.

### Impulso comercial
El impulso comercial del gatorade, se inició en 1966 cuando el periódico The Miami Herald en su sección de deportes, escribió un artículo acerca de «una solución líquida que sabe como la menta y funciona como un milagro». A partir de ese entonces, la marca Gatorade, se introdujo gracias a la prensa y al poder de la publicidad.
En 1967, uno de los estudiantes de Cade obtuvo un trabajo en la Universidad de Indiana. Fue allí donde conversó con uno de los vicepresidentes de la compañía envasadora de frutas y vegetales de Indianápolis Stokely-Van Camp, Inc. (S-VC) acerca de Gatorade. Desde ese momento, Stokely-Van Camp garantizó los derechos de Cade y sus compañeros, como los inventores, para así iniciar la comercialización a nivel nacional Gatorade.
Ese mismo año, ocurrió algo que impulsaría la comercialización de Gatorade. Durante el Orange Bowl de ese año, uno de los torneos universitarios más importantes de Estados Unidos, el equipo de Florida Gators (también llamados The Gators) se enfrentaban al equipo Georgia Tech. Al medio tiempo, el entrenador en jefe Ray Graves les dio de tomar Gatorade a The Gators. Sucedió que en la segunda mitad del partido, los jugadores de Georgia Tech se veían lentos en sus movimientos y cansados, a diferencia de the Gators quienes aparentaban lo contrario, parecía que acababan de iniciar el partido. The Gators ganó 27-12. De esta manera, obtuvo su primer título del Orange Bowl.
Al final, al entrenador en jefe Bud Carson de Georgia Tech, al haber perdido contra el equipo de The Gators, le preguntaron por qué habían perdido, él contestó: «No teníamos Gatorade, esa fue la diferencia». Este comentario valió más que muchos millones de dólares en publicidad, apareciendo en revistas tales como Sports Illustrated y dándole la vuelta al mundo. Debido a ello, algunos entrenadores como Hank Stram, Entrenador en Jefe de Kansas City Chiefs, aseguraron grandes cantidades de Gatorade para sus jugadores. La bebida llegó a ser popular entre las personas no atletas.

### Primeros problemas
En octubre de 1969, solamente un año después de la introducción comercial del Gatorade, la Administración de Drogas y Alimentos (FDA), emitió un comunicado donde se indicaba que, a partir del 1 de enero de 1970, quedaría prohibido el uso de ciclamato sódico en bebidas y alimentos. Esto presentó un gran problema para Stokely-Van Camp, puesto que el ciclamato sódico, era uno de los ingredientes iniciales de Gatorade. Inmediatamente, el Dr. Cade y su grupo iniciaron una investigación para sustituir al ciclamato. Finalmente, lograron reemplazarlo, reduciendo la rápida asimilación de la glucosa, pero no así el azúcar, y añadiendo un disacárido dulce, la fructosa. De esta manera, dejaron un poco de la energía rápida disponible mediante la oxidación del azúcar, para proporcionar dulzor.
Ya para 1973, el Dr. Cade junto con la Stokely-Van Camp, tenía ventas por cientos de miles de galones de Gatorade anualmente. Debido a ello el interés por los derechos de propiedad fue aumentando. A partir de ese año en adelante se iniciaron una serie de controversias jurídicas. Finalmente para los últimos meses de 1973 se llegó a un acuerdo entre la Universidad de Florida y los inventores originales —conocidos como the Gatorade Trust—, donde cada quién recibiría regalías comerciales. La Universidad de Florida recibió más de 80 millones de dólares por los derechos de Gatorade entre 1973 y 2003 , y que han sido destinados para el Laboratorio   Whitney en St. Augustine (de la misma UF) y para el Instituto de Genética del campus universitario ; de 2004 al día de hoy la UF ha seguido recibiendo dinero por derechos de Gatorade, aunque se desconoce la cifra exacta“.

### Cambios
En 1983 la Quaker Oats Company compró la Stokely-Van Camp, después de una batalla con su rival Pillsbury. Este cambio, según el profesor de marketing Richard Lutz, «lanzó a Gatorade de una pequeña marca soñolienta al superestrellato». La Quaker Oats Company ha sido capaz de asegurar más del 80 % del mercado de bebidas deportivas, para Gatorade. Desde ese año, Gatorade ha tenido un índice de crecimiento anual sin precedentes del 20 % de las ventas. Ha crecido desde aproximadamente 100 millones de dólares en 1983 a más de 2200 millones de dólares en 2001.
La Quaker Oats Company inició negociaciones con PepsiCo. Con ello, se licenció la fabricación de Gatorade en algunos mercados mundiales. Sin embargo, en 1998 Quaker demandó a Pepsi en Australia. La Quaker alegaba que Pepsi estaba usurpando los secretos comerciales de Gatorade para fabricar su propia bebida para los deportes, All Sport. Quaker Oats Company ganó el caso.
Ese mismo año, Gatorade dejó de usar envases de vidrio en Estados Unidos y en algunos países; sin embargo, aún hay países en donde aún se emplean los envases de vidrio. Para agosto de 2001, PepsiCo adquirió la Quaker Oats Company, después de otra gran batalla por una oferta, esta vez con su archirrival The Coca-Cola Company. Ambas compañías valoraron a Quaker en gran manera debido a la marca Gatorade.

### Gatorade en 2008
En 2008 Gatorade, junto a Johnson & Johnson, es uno de los patrocinadores de fundación National Athletic Trainers's Association (Asociación de los Entrenadores Nacionales Atléticos). Tan solo en Estados Unidos es la bebida deportiva «oficial» de National Football League, Major League Baseball, National Basketball Association, Women's National Basketball Association, NBA Development League, National Hockey League, US Soccer Federation, Major League Soccer y muchos equipos deportivos.
Asimismo, Gatorade se encuentra en más de 80 países a nivel mundial, en los cuales es patrocinador de muchos Equipos, Ligas Deportivas y Federaciones de Deportes. Incluso en la Fórmula 1 ha sido patrocinador del equipo Honda Racing F1 Team desde 2007.

## Ingredientes
Desde el ingrediente en mayor cantidad al menor, los ingredientes son: agua, jarabe de sacarosa, jarabe de alta fructosa de maíz (jarabe de glucosa-fructosa), ácido cítrico, Taurina, saborizantes naturales y artificiales, sal, citrato de sodio, fosfato de monopotasio, éster de glicerol de colofonia de madera, acetato isobutirato de sucrosa, aceite vegetal bromurado y varios colorantes, como Amarillo 5 o 6 y Rojo 40, dependiendo del sabor.

## Composición
La fórmula original de Gatorade contiene agua, sacarosa (azúcar de mesa) y jarabe de glucosa-fructosa, ácido cítrico, cloruro de sodio (sal de mesa), citrato de sodio, fosfato monopotásico, e ingredientes saborizantes y colorantes. Para proporcionar estabilidad al sabor de la emulsión de Gatorade es usado un poco de aceite vegetal bromurado en los saborizantes. Gatorade provee 127 mg/L de potasio y 464 mg/L de sodio, y 59 g/L de carbohidratos (bajo la forma de azúcares). En los paneles del Gatorade actual (2006), se asegura que Gatorade rehidrata mejor a los atletas que el agua, porque el sabor lo hace más fácil de beber. Puesto que Gatorade no contiene cafeína y cantidades normales de azúcar (según los valores nutricionales 16 % de valor diario), proporciona energía sin causar insomnio.

## Otros productos de Gatorade
Gatorade ha introducido en el mercado otros productos diferentes a la bebida original, creados para diferentes facetas del ámbito deportivo. Los productos van desde bebidas con fórmulas diferentes, hasta barras energéticas, introducidos en el mercado desde 1999. Algunos de ellos son:

### Alimentos
- A mediados de los años 1980, se introdujo en el mercado Gatorgum. Una goma de mascar con sabor a Gatorade, venía en sabores de lima-limón y naranja.
- En 1999 Gatorade reveló su línea de barras energéticas. Estas barras energéticas eran la primera incursión de Gatorade en los alimentos sólidos, como competencia contra PowerBar (barras energéticas de Nestlé) y de Clif Bar (empresa estadounidense que vende alimentos energéticos). Las barras energéticas Gatorade contienen una gran proporción de proteínas además de sus carbohidratos. La barra se compone principalmente de granos inflados y jarabe de maíz, componentes comunes en las barras energéticas.

### Bebidas
- En 2000 Gatorade también sacó al mercado una Energy Formula (o Fórmula de Energía). Esta bebida contiene más monosacáridos y carbohidratos para las necesidades de energía rápida disponible durante competencias atléticas. Consecuentemente, esta fórmula es más dulce que el Gatorade regular. Viene en botellas plásticas de 12 oz (340 ml) en los Estados Unidos.
- Ese mismo año, Gatorade introdujo la bebida Propel Fitness Water (Agua Propulsora de Ejercicio), endulzada con jarabe de sucrosa, de sucralosa y acesulfame potásico. Propel tiene los mismos electrólitos que Gatorade, junto con algunas vitaminas, lo que la hace similar al Vitamin Water. Sin embargo, en 2006 se añadió un nuevo ingrediente a la bebida, introduciendo Propel Fitness Water con calcio.
- En 2004 Gatorade también sacó una Endurance Formula (o Fórmula de Resistencia). La fórmula de resistencia contiene más de los electrólitos (como calcio y magnesio) que la fórmula típica de Gatorade. Los electrólitos adicionales reemplazan los que suda el cuerpo durante extensos períodos de esfuerzo físico, especialmente en climas cálidos. Debido a esto, la fórmula de resistencia sabe más salada que el Gatorade original.
- En 2006 Gatorade introdujo su línea Rain Flavor (Sabor de Lluvia), que ofrece un gusto más ligero y acuoso, similar a su línea Propel pero que viene en una botella de la forma y tamaño del Gatorade original.
- A finales de 2007, fue introducida una nueva línea de bebidas de bajas calorías, conocidas como G2.[9]
- En 2011 Gatorade sacó al mercado la línea G Series (o Serie G), la cual ofrece tres productos diferentes: Prime, Perform y Recover, distribuidos a su vez en tres gamas diferentes: "Serie G" para los deportistas ocasionales, "Serie G Fit" para los deportistas aficionados y "Serie G Pro" para los deportistas profesionales.

### Gatorgum
A finales de los años 1970 y a principios de los años 1980 (así como finales de los años 1990 y a principios del año 2000), Gatorade vendió un tipo de chicle llamado Gatorgum. El producto fue fabricado por Fleer Corporation, estaba disponible en los sabores originales de Gatorade (limón y naranja) y era más bien ácido en comparación con los chicles normales.
A finales de los años 1970, Stokley-Van Camp (el propietario de Gatorade antes de 1983) negoció un contrato a largo plazo con Swell and Vicks para vender "Gator Gum". La goma, que no tenía ninguna funcionalidad o ingredientes de Gatorade Thirst Quencher, fue descontinuada en 1989 después de que el contrato expiró. Sin embargo, Mueller Sports en Wisconsin fabrica una goma llamada Quench. Está basado en "Gator Gum", pero no es el mismo que Stokley-Van Camp creó.
El paquete de Gatorgum traía un anuncio: «Ayuda a quitar la sed». En realidad, como todos los chicles, el producto no rehidrata el cuerpo por sí solo. Sin embargo, contenía electrólitos para ayudar al cuerpo humano con el proceso de hidratación.

## G2: La nueva Generación
G2, también conocido como "Gatorade 2", es la siguiente generación de bebidas de Gatorade. Tiene bajas calorías, bajo azúcar, y es una bebida de electrólito. Anunciado a principios de 2008, G2 se comenzó con tres sabores: naranja, ponche de frutas y uva. El objetivo principal de Pepsi de sacar al mercado este producto, es para compensar las pérdidas de las ventas de los productos carbónicos.

## Competencia
Gatorade tiene una gran cantidad de competencia a nivel nacional en Estados Unidos. Sin embargo, la competencia principal de Gatorade es Powerade, producido por Coca-Cola, competidor de PepsiCo.
También existen otras compañías que compiten contra Gatorade con sus propias bebidas. Por ejemplo, Kool-Aid también sostiene que una parte justa de consumidores potenciales de bebidas deportivas. Otra bebida, CeraSport, producida por Cera Products Inc., es una bebida sin glucosa, a base de arroz, para la rehidratación oral y el funcionamiento.
Una competidora muy conocida por Gatorade es All Sport, competidor producido por The Monarch Beverage Company, de Atlanta (Georgia). All Sport era producida en principio por PepsiCo hasta 2001, cuando el fabricante de Gatorade, Quaker Oats Company, fue adquirida por PepsiCo. All Sport fue vendida a The Monarch Beverage Company poco después.
Fuera de los Estados Unidos, Lucozade energy drink (fabricado desde 1927 por la empresa farmacéutica ahora conocida como GlaxoSmithKline) compite con Gatorade y Powerade. La formulación de Lucozade se diferencia en que usa principalmente glucosa y contiene cafeína. Aun así, Lucozade energy drink es el competidor más directo a Gatorade y Powerade, sin embargo, mientras Powerade y Lucozade están extensamente disponibles en el Reino Unido, Gatorade es todavía una rareza y está solo disponible en ciertas máquinas expendedoras de Pepsi.

## GSSI: Gatorade Sports Science Institute
El GSSI (Instituto de Ciencia Deportiva Gatorade) es una instalación para investigar el atletismo y la hidratación. La oficina central está en Barrington (Illinois) y fue establecida en 1988. La instalación tiene laboratorios para estudiar sobre todo la nutrición, la fisiología de ejercicio, y la bioquímica. Cuenta también con un Laboratorio Fisiológico del Ejercicio, un Laboratorio de Bioquímica y un Laboratorio de Evaluación Sensorial del Ejercicio Físico.